# Aloe erinacea
Aloe erinacea är en grästrädsväxtart som beskrevs av David Spencer Hardy. Aloe erinacea ingår i släktet Aloe och familjen grästrädsväxter. IUCN kategoriserar arten globalt som starkt hotad.
Artens utbredningsområde är Namibia. Inga underarter finns listade i Catalogue of Life.